# Rue de Duras
La rue de Duras (prononciation : dyʁa ou "dura" d'après la famille de Durfort-Duras dont la rue tient son nom, dyʁas ou « durasse» si on se réfère à la ville de Duras) est une voie du 8e arrondissement de Paris.

## Situation et accès
Elle commence au 76, rue du Faubourg-Saint-Honoré et se termine au 13, rue Montalivet.
Le quartier est desservi par les lignes de métro 9 et 13 à la station Miromesnil.

## Origine du nom
Elle porte le nom de l'hôtel de Duras, appartenant au maréchal de Duras (1625-1704), sur laquelle elle a été ouverte.

## Historique

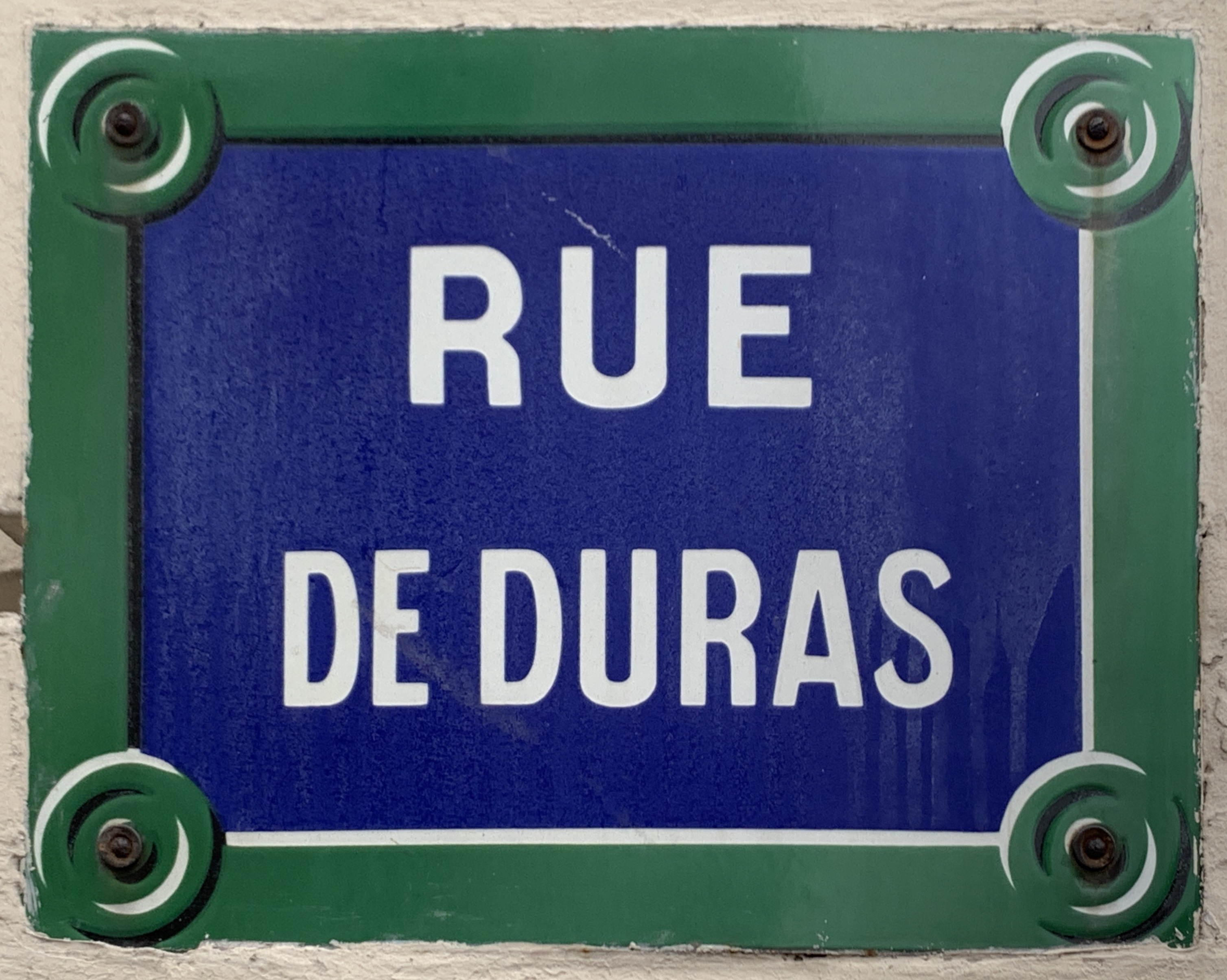
Plaque de la rue.

La rue de Duras a été ouverte sous sa dénomination actuelle en 1723 sur les jardins de l'hôtel de Duras du maréchal de Duras (1625-1704), dans le but de faciliter l'accès au marché d'Aguesseau, dont la création avait été approuvée par lettres patentes du 6 février 1723 (voir « Rue d'Aguesseau »).
Construit par Germain Boffrand, l'hôtel de Duras s'étendait sous le règne de Louis XVI jusqu'à la rue d'Aguesseau[Passage contradictoire]. Le terrain qu'il occupait fut ensuite loti.
Une décision ministérielle du 29 thermidor an XI (17 août 1803) confirma la largeur de la rue de 7,80 mètres qui lui avait été donnée lors de son ouverture. Une ordonnance royale du 27 septembre 1836 porta ensuite cette largeur à 10 mètres.

## Bâtiments remarquables et lieux de mémoire
- No 8 : en novembre 1956[1], le galériste et résistant Daniel Cordier, ancien secrétaire de Jean Moulin - qui lui avait fait découvrir l'art moderne -, y ouvre sa première galerie. Il déménage en mai 1959 pour s'installer à un autre no 8, mais cette fois-ci rue de Miromesnil[2].